# Palatul Merdeka
Palatul Merdeka (indoneziană: Istana Merdeka; cunoscut și în indoneziană ca Istana Gambir și în timpul perioadei coloniale olandeze sub numele de Paleis te Koningsplein), este unul dintre șase palate prezidențiale din Indonezia. Acesta este situat pe partea de nord a pieței Merdeka din Jakarta Centrală, Indonezia și este folosit ca reședință oficială a președintelui Republicii Indonezia.
Palatul a fost reședința guvernatorului general al Indiilor de Est olandeze în perioada colonială. În 1949, palatul a fost redenumit Palatul Merdeka, „(ke) merdeka (an)” însemnând „libertate” sau „independență”.
Palatul Merdeka face parte din complexul Palatului Prezidențial Jakarta de 6,8 hectare (17 acri), care include de asemenea Palatul Negara, Wisma Negara (Pensiunea de stat), Sekretariat Negara (secretariatul de stat) și clădirea Bina Graha. Este centrul autorității executive indoneziene.

## Legături externe
- Istana Merdeka profile Arhivat în 23 mai 2010, la Wayback Machine. (in Indonesian)
- Istana Merdeka history Arhivat în 7 septembrie 2006, la Archive.is (in Indonesian)